# Dario Augusto Ferreira da Silva
Dario Augusto Ferreira da Silva (Serro, 3 de outubro de 1859 — 16 de maio de 1927) foi um escritor, advogado e juiz brasileiro.
Deixou escritos avulsos, dramas, comédias e o livro "Memórias Sobre o Serro Antigo", publicado em 1928, a mais importante pesquisa publicada sobre a chegada dos bandeirantes e sobre os primeiros anos da Vila do Príncipe.